# دراسة المغاور في المغرب

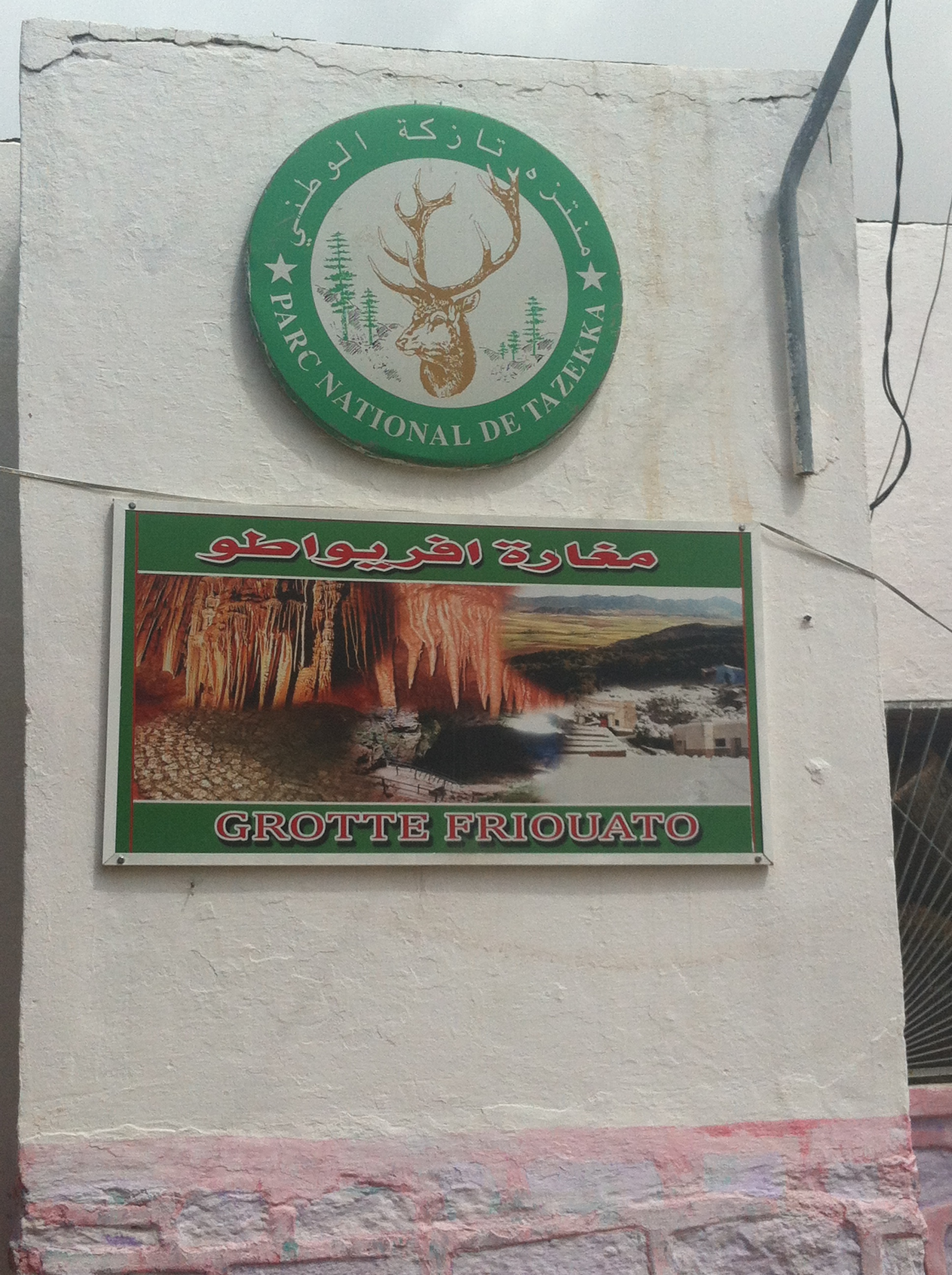

في المغرب , تبرز تشكيلات الحجر الجيري والكتل الصخرية على ما يقرب من 100 000 كم² وتحتوي على عدد كبير من الكهوف والصدوع والشبكات تحت الأرضية. أشهرها مغارة فريواطو على بعد 27 كم جنوب تازة ، لكن أطولها هو مغارة وينتيمدوين (ما يعني كهف البحيرات بالأمازيغية) الواقع على بعد 70 كم شمال شرق أكادير تحت هضبة تصروخت.

## نبذة تاريخية
في وقت مبكر من الثلاثينيات ، جاء العديد من المستكشفين إلى المغرب لاستكشاف الكارست في البلاد . من بين هؤلاء المستكشفين نجد أحد رواد هذا المجال ، نوربرت كاستريت Norbert Casteret، الذي استكشف المنطقة الجنوبية من تازة.
في عام 1981 ، سجل الجرد الكهفي المغربي ، الذي حرره قسم الهيدروليك التابع لوزارة التجهيز المغربية ، 543 تجويفًا أرضيا. منذ ذلك الحين ، ارتفع هذا الرقم بشكل مطرد. تضم منطقة تازة وحدها أكثر من 300 كهف.
لا يحتوي الكارست المغربي على عدد كبير من التجاويف فحسب ، بل يضم أيضًا ثروة ما قبل تاريخية و يكتسي أهمية في مجال علم أحياء الكهوف biospéologie .

## أشهر التجاويف
- مغارة فريواطو(بالقرب من تازة) التي اشتهرت بكتلها المتحجرة الرائعة.
- كهف توغوبيت (جنوب شفشاون ) بعمق 727 مترا ؛
- مغارة وينتيمدوين (شمال غرب أغادير ) الذي يمتد على شكل شبكة لعمق حوالي 17,5 كيلومتر ، جزء كبير منها مائي ولم يكشف بعد جميع أسراره.
- كهف گورعان (في البدّوزة ، بين الوليدية و آسفي ) كان يتردد عليه بالفعل في زمن الفينيقيين ويحتوي على نقوش صخرية مماثلة لتلك الموجودة في أوكايمدن (3500 سنة مضت). يعتبر أحد أكبر التجاويف المحفورة في الحجر الرملي .
- مغارة الشعرة جنوب تازة ، على بعد عشرات الكيلومترات من دوار عين حلوف .
- كهف عزيزة , الواقع في بوذنيب من جهة درعة تافيلالت ، المعروف بنوع فريد من العناكب المسماة Eukoeneia maroccana ،و هي من الأنواع المستوطنة في المغرب.

## روابط خارجية
- http://wittamdoun.free.fr/
- http://speleomaroc.com/